# 阿萨德·凯瑟
阿萨德·凯瑟 (烏爾都語：  ;1969年11月15日—）是巴基斯坦政治家，曾於2018年8月至2022年4月擔任巴基斯坦國會議長。自2018年8月以来，他一直是巴基斯坦国民议会的議員。2022年4月9日，由於不滿巴基斯坦反對派對对巴基斯坦总理伊姆兰·汗發動不信任投票，阿萨德·凯瑟辞去巴基斯坦國會議長一職。